# Davide Martinelli
Davide Martinelli (* 31. März 1993 in Brescia) ist ein ehemaliger italienischer Radrennfahrer.

## Sportliche Laufbahn
2011 wurde Martinelli italienischer Juniorenmeister in der Einerverfolgung. Ein Jahr später wurde er Dritter bei der Elitemeisterschaft in dieser Disziplin. Anschließend fuhr Martinelli als Stagiaire für das UCI ProTeam Sky ProCycling. 2013 wurde er italienischer U23-Meister im Einzelzeitfahren und konnte diesen Erfolg in den beiden nächsten Jahren wiederholen.
Seinen ersten regulären Vertrag bei einem Radsportteam der ersten Kategorie erhielt er 2016 bei Etixx-Quick Step. Für diese Mannschaft gewann er in seinem ersten Jahr jeweils im Sprint die zweite Etappe der Tour Cycliste International La Provence und damit sein erstes internationales Straßenradrennen sowie die erste Etappe der Polen-Rundfahrt 2016 und damit sein erstes Rennen der UCI WorldTour. 2018 gewann er mit seinem Team Quick-Step Floors das Hammer Sportzone Limburg sowie das Mannschaftszeitfahren des Adriatica Ionica Race. Im Jahr gehörte er zum Team Deceuninck-Quick-Step, das das Hammer Limburg gewann. Bei den Europameisterschaften errang er mit der italienischen Mannschaft die Bronzemedaille in der erstmals ausgetragenen Mixed-Staffel. Für das Team Quick-Step nahm er 2017 mit dem Giro d’Italia das einzige Mal in seiner Karriere an einer Grand Tour teil.
Zur Saison 2020 wechselte Martinelli zum Team Astana. Als während der Corona-Pandemie ab Frühjahr 2020 Radrennen abgesagt wurden, versorgte Martinelli die Bewohner seines Wohnortes Lodetto (1500 Einwohner) per Fahrrad mit Lebensmitteln und Medikamenten. In den vier Jahren im Team Astana blieb er ohne nennenswerte Ergebnisse. Nach der Saison 2023 beendete er im Alter von 30 Jahren seine Karriere als Radrennfahrer, der er – nach eigener Aussage – alles erreicht habe, was er erreichen wollte.

## Familie
Davide Martinelli ist ein Sohn des Sportlichen Leiters und ehemaligen Radrennfahrers Giuseppe Martinelli.

## Erfolge
2011
- Italienischer Meister – Einerverfolgung (Junioren)

2013
- Italienischer Meister – Einzelzeitfahren (U23)

2014
- Italienischer Meister – Einzelzeitfahren (U23)

2015
- Italienischer Meister – Einzelzeitfahren (U23)

2016
- eine Etappe Tour de La Provence
- eine Etappe Polen-Rundfahrt

2018
- Gesamtwertung Hammer Sportzone Limburg
- Mannschaftszeitfahren Adriatica Ionica Race

2019
- Hammer Sprint Hammer Stavanger
- Gesamtwertung, Hammer Sprint und Hammer Climb Hammer Limburg
- Europameisterschaft – Mixed-Staffel

## Grand Tour-Platzierungen
| Grand Tour            | 2017 |
| --------------------- | ---- |
| Giro d’ItaliaGiro     | 153  |
| Tour de FranceTour    | –    |
| Vuelta a EspañaVuelta | –    |